# Usseau (Deux-Sèvres)
Usseau era un comune francese di 907 abitanti situato nel dipartimento delle Deux-Sèvres nella regione della Nuova Aquitania.
Il 1º gennaio 2019, il comune si è unito a Priaires e Thorigny-sur-le-Mignon per formare il nuovo comune di Val-du-Mignon, con decreto prefettizio del 19 settembre 2019.

## Società

### Evoluzione demografica
Abitanti censiti